# اوکیواو
اوکیواو (انگلیسی: OQO) شرکت الکترونیک آمریکایی است، که در سال ۲۰۰۰ تأسیس شد.